# قياس المسافات
قياس المسافات (بالإنجليزية: Odometry)‏ هو مصطلح يستخدام في التعبير على بيانات أجهزة الاستشعار لتقدير التغير في الموقف مع مرور الوقت. يستخدم بعض الروبوتات قياس المسافات، سواء كانت تدب أو بعجلات، إلى تقدير (لا تحديد) موقفهم بالنسبة إلى موقع البداية. هذه الطريقة حساسة للأخطاء بسبب دمج قياسات السرعة مع مرور الوقت لإعطاء تقديرات الموقف. ويلزم جمع بيانات سريعة ودقيقة، ومعايرة المعدات، والتجهيز في معظم الحالات لقياس المسافات التي يمكن استخدامها بفعالية.

## طالع المزيد
- عداد مسافة

## روابط خارجية
- http://www.seattlerobotics.org/encoder/200108/using_a_pid.html
- http://www.simreal.com/content/Odometry
- http://philohome.com/odin/odin.htm